# 노흥준
노흥준(魯興俊, 1945년 1월 27일~2015년 12월 1일)은 대한민국의 정치인이다. 제13대 국회의원을 지냈다. 본관은 강화.

## 학력
- 부산고등학교
- 한양대학교
- 서울대학교 행정대학원
- 미 조지워싱턴 대학원 수료

## 경력
- 한국 정치사상연구원 이사장
- 제13대 국회의원 (통일민주당)
- 제13대 국회 재무위원
- 사회복지법인 미래나라 재단 이사장
- 옥스퍼드대학교 맨체스터 칼리지 종신 명예교수

## 저서
- 전환기의 한국경제

## 역대 선거 결과
| 실시년도 | 선거  | 대수 | 직책     | 선거구 | 정당       | 득표수      | 득표율         | 순위       | 당락 | 비고 |
| -------- | ----- | ---- | -------- | ------ | ---------- | ----------- | -------------- | ---------- | ---- | ---- |
| 1988년   | 총선  | 13대 | 국회의원 | 전국구 | 통일민주당 | 4,680,175표 | \| \| 23.8% \| | 전국구 3번 |      | 초선 |
|          | 23.8% |      |          |        |            |             |                |            |      |      |